# Old Bridge (Pontypridd)
Pour les articles homonymes, voir Old Bridge.
Old Bridge est un pont pédestre du XVIIIe siècle franchissant la rivière Taf, à Pontypridd dans le pays de Galles.

## Historique
Il s'agit du quatrième pont construit sur les lieux par l'architecte William Edwards (en), les deux premiers ayant été emportés par les crues de la rivière et le troisième s'étant effondré durant les travaux. Au moment de son inauguration en 1756, il s'agissait du plus grand pont d'une seule travée au monde, devant le pont du Rialto à Venise. Pour l'alléger et faciliter l'évacuation des crues, il possède trois dégueuloirs ronds de chaque côté.

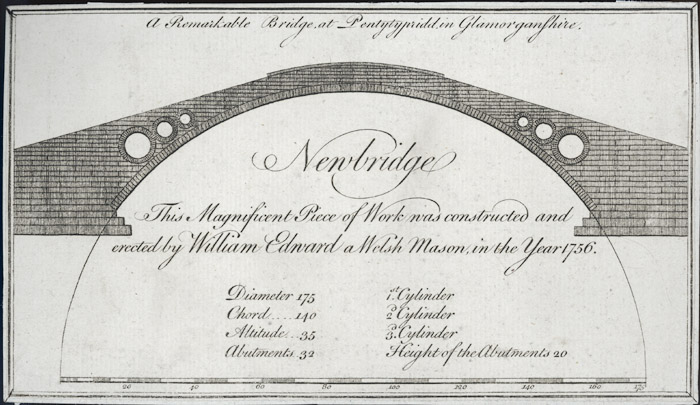
Dessin du pont, encore connu sous le nom de Newbridge (1840).

La pente du pont étant très raide, elle était difficile à franchir pour les attelages. Un deuxième pont de trois travées fut donc construit juste à côté en 1857 (il existe lui aussi toujours aujourd'hui).

## Iconographie
Le pont a inspiré plusieurs peintres paysagistes, dont Richard Wilson et William Turner.
Il figure notamment sur le blason du Pontypridd Rugby Football Club et sur celui du Cilfynydd RFC (en).